# Indische Cricket-Nationalmannschaft in Neuseeland in der Saison 1993/94
Die Tour der indischen Cricket-Nationalmannschaft nach Neuseeland in der Saison 1993/94 fand vom 19. März bis zum 15. Februar 1994 statt. Die internationale Cricket-Tour war Bestandteil der Internationalen Cricket-Saison 1993/94 und umfasste einen Test und vier ODIs. Die Test-Serie endete 0–0 unentschieden, die ODI-Serie 2–2.

## Vorgeschichte
Neuseeland spielte zuvor eine Tour gegen Pakistan, Indien gegen Sri Lanka. Das letzte Aufeinandertreffen der beiden Mannschaften fand in der Saison 1989/90 in Neuseeland statt.

## Stadien
| Stadion        | Stadt        | Kapazität | Spiele  |
| -------------- | ------------ | --------- | ------- |
| Eden Park      | Auckland     | 50.000    | 2. ODI  |
| Lancaster Park | Christchurch | 38.628    | 4. ODI  |
| Seddon Park    | Hamilton     | 10.000    | 1. Test |
| McLean Park    | Napier       | 22.500    | 1. ODI  |
| Basin Reserve  | Wellington   | 11.000    | 3. ODI  |

## Tests

### Test in Hamilton
| 19. – 23. März Scorecard | Hamilton | Neuseeland 187 (97.2) & 368 (129) | – | Indien 246-7d (102.3) & 177-3 (59) |
|                          |          | Remis                             |   |                                    |

## One-Day Internationals

### Erstes ODI in Napier
| 25. März Scorecard | Napier | Neuseeland 240-5 (50)          | – | Indien 212-9 (50) |
|                    |        | Neuseeland gewinnt mit 28 Runs |   |                   |

### Zweites ODI in Auckland
| 27. März Scorecard | Auckland | Neuseeland 142 (49.4)        | – | Indien 212-9 (50) |
|                    |          | Indien gewinnt mit 7 Wickets |   |                   |

### Drittes ODI in Wellington
| 30. März Scorecard | Wellington | Indien 255-5 (50)          | – | Neuseeland 243-9 (50) |
|                    |            | Indien gewinnt mit 12 Runs |   |                       |

### Viertes ODI in Christchurch
| 2. April Scorecard | Christchurch | Indien 222-6 (50)                | – | Neuseeland 223-4 (49.5) |
|                    |              | Neuseeland gewinnt mit 6 Wickets |   |                         |